# Sabaria alienata
Sabaria alienata är en fjärilsart som beskrevs av Walker 1862. Sabaria alienata ingår i släktet Sabaria och familjen mätare. Inga underarter finns listade.